# Рязанцевы
Ряза́нцевы (Резанцовы, Рязанцовы) — один из древнейших северорусских родов, сыгравший значительную роль в истории Вятской земли, богатейший род на Вятке и в Соликамске.

## История
Опричником Ивана Грозного числился Алексей Рязанцев (1573).
Первый известный представитель рода — Яков Степанович Рязанцев, живший в конце XV века. Его внук Фёдор Артемьевич — вятский городовой приказчик в 1595—1601 годах и основатель благосостояния рода. Его сыновья — Родион и Иван (Третьяк). Иван Фёдорович — протоиерей Хлынова, член суконной сотни. . Рязанцов Степан, подьячий, потом дьяк, воевода на Вятке в 1677-1679 г., в Симбирске в 1688 г., на Двине в 1692 г.
В XVII веке род Рязанцевых сильно разветвился: одни представители были предпринимателями, другие стали священниками, третьи находились на общественной и царской службе. Внук Фёдора Артемьевича, Степан Родионович, обосновался вместе с семьёй в Соли Камской, приобрёл там варницу и занялся солеварением. Его сын Фёдор Степанович Рязанцев позже стал членом гостиной сотни, а Степан Степанович — Соликамским городским головой. В 1680-е годы фактически все Рязанцевы, занимавшиеся предпринимательством, были зачислены в гостиную сотню. Другой внук — тоже Степан Родионович — был в Хлынове «подьячим с приписью», то есть скреплял своей подписью бумаги, исходящие от воеводы.
Один из представителей рода, Корнилий Рязанцев, стал известен как зять патриарха Гермогена по записи на родовой иконе Рязанцевых Феодоровской Богоматери, находившаяся в Вятском Богоявленском соборе. В 1863 году 78-летний вятский купец А. Е. Рязанцев, чьи воспоминания записал протоиерей Николай Кувшинский указал: «Вероятно, Корнилий сроднился с Гермогеном, вступив в супружество с дочерью последнего, когда он еще священствовал в Казани. Патриарх Гермоген благословил некогда своего зятя Корнилия иконой Феодоровской Божией Матери…»
Известность также получили: Александра Николаевна Рязанцева — мать российского и советского педагога и общественного деятеля Антонины Владимировны Скрябиной и Александра Владимировна Рязанцева — жена художника Виктора Михайловича Васнецова, а также Александр Васильевич Рязанцев — основатель Усть-Боровского завода в Соликамске, член Палестинского общества и Николай Павлович Рязанцев — первооткрыватель Соликамского калия. В селе Коса Слободского уезда Филат Михайлович Рязанцев в 1784 году основал бумажную фабрику; затем она перешла к его внуку Александру Егоровичу Рязанцеву (1786—1867). В 1785 году Филат Михайлович получил ещё и разрешение на строительство стеклянной фабрики.
Рязанцевым принадлежали крупнейшие земельные угодья к югу от города Вятки, в Берёзовском стане Вятского уезда, в том числе такое крупное село, как Красное.